# Toni Vescoli

Toni Vescoli (1967)

Toni Vescoli (* 18. Juli 1942 in Zürich) ist ein Schweizer Musiker und Singer-Songwriter. In den 1960ern war er einer der ersten Schweizer Rock-’n’-Roll-Interpreten.

## Karriere
Vescoli wuchs in Peru und Küsnacht ZH auf. Seine Musikerkarriere begann bereits während seiner Ausbildung zum Hochbauzeichner. Mit Klassenkameraden wurden Songs der Everly Brothers geprobt. Im Café «Schwarzer Ring» im Zürcher Niederdorf fand er sein erstes festes Engagement für eine Gage von CHF 10.-. 

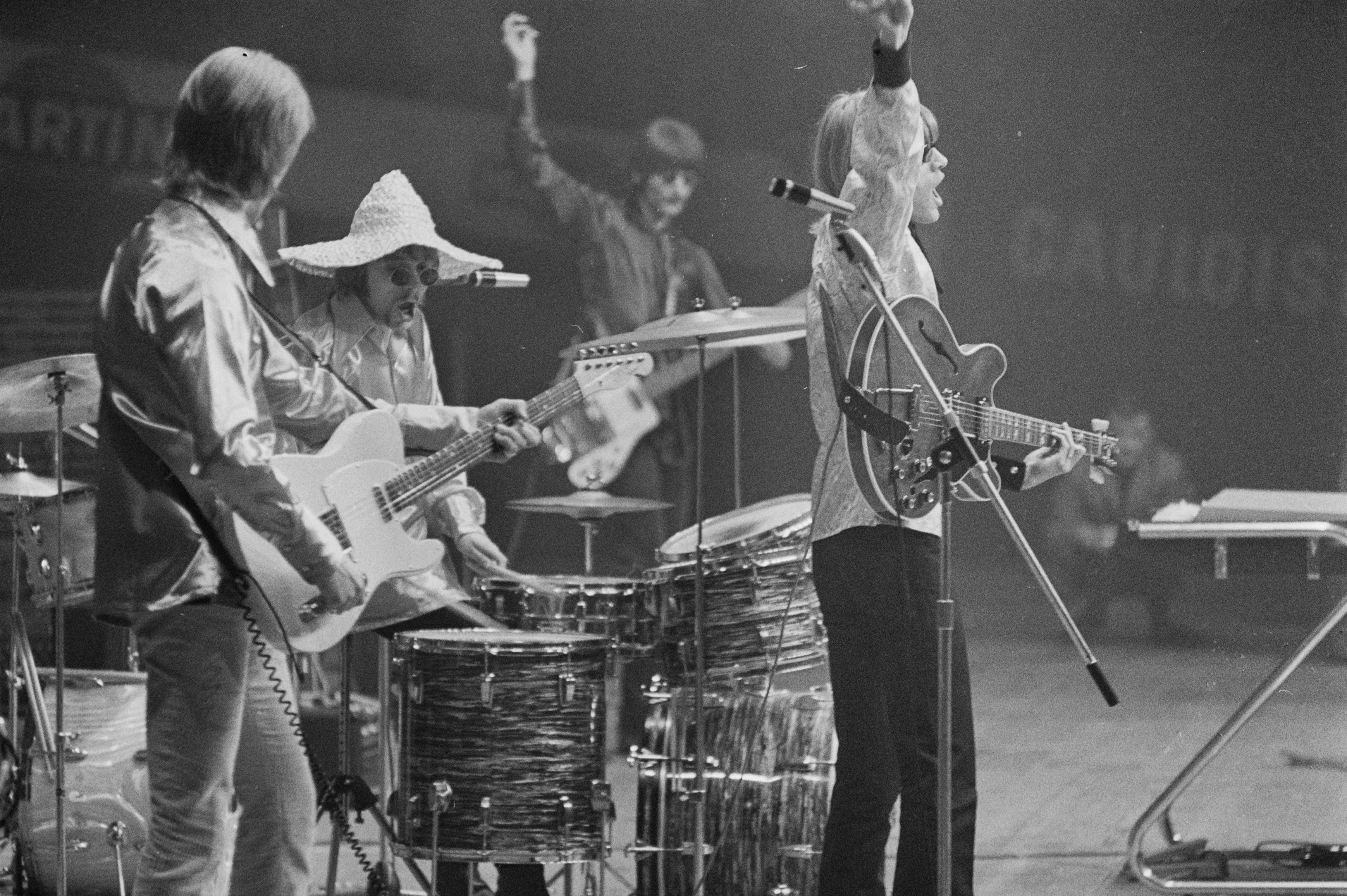
Les Sauterelles, 1967 Vorband beim Rolling-Stones-Konzert im Hallenstadion in Zürich. Toni Vescoli rechts.

1962 gründete er die Band Les Sauterelles (frz. ‹Die Heuschrecken›), mit der er extensiv auf Tournee ging und bis zu 350 Konzerte im Jahr absolvierte. Der Bekanntheitsgrad in der Schweiz war entsprechend hoch, so dass die erste Single, das Instrumentalstück «Hongkong», auch gleich zu einem Verkaufsschlager wurde. Im gleichen Jahr spielte die Band im Vorprogramm von Cliff Richard & The Shadows. In diesem Jahr gab es diverse Tourneen im In- und Ausland (ČSSR, Canta-Giro, Adamo, Rolling Stones etc.) sowie einige TV-Auftritte. Der zweite Sauterelles-Hit «Heavenly Club» war 1968 13 Wochen in den Schweizer Charts, 7 davon auf Platz 1. Das Lied war auch Nr. 1 auf Radio Luxemburg und beim Südwestfunk.

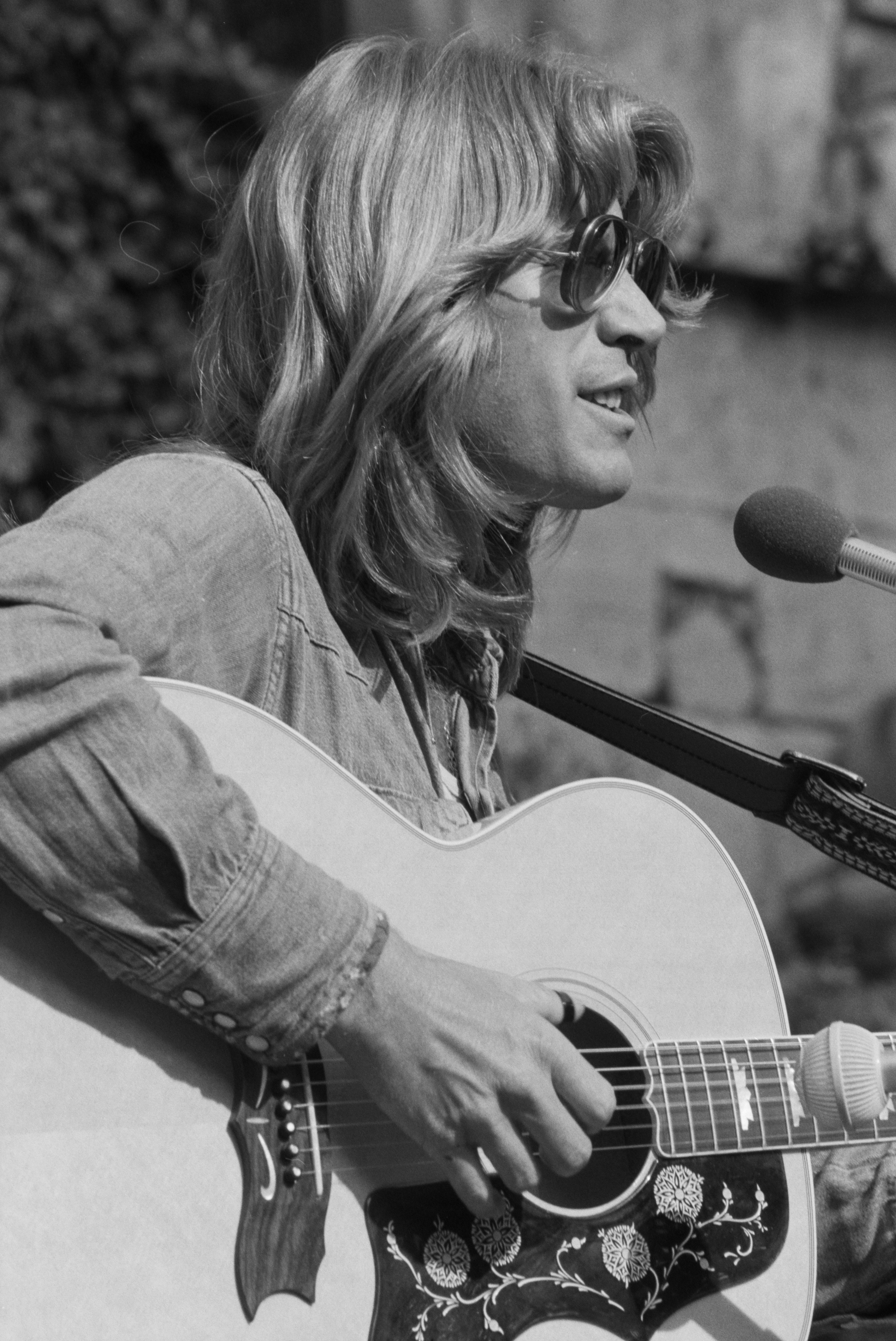
Toni Vescoli 1975 am Folkfestival Lenzburg

1970 löste sich die Band Les Sauterelles auf, und Toni Vescoli startete eine Solokarriere. Sein Mundart-Album «Lueg für dich» enthält unter anderem das Lied «Susann», welches von Reinhard Mey gecovert wurde. Vescoli arbeitete vier Jahre neben seinen Auftritten beim Schweizer Fernsehen, setzte dann aber wieder ganz auf seine Musikerkarriere. Später musizierte er auch im Trio zäme zusammen mit Töbi Tobler (Hackbrett) und Bruno Brandenberger und versuchte sich auch auf Hochdeutsch («Ich habe gedacht heut nacht»). Bekannt von zahlreichen Radioeinsätzen sind die Mundartlieder «Scho root» (1975) und «N1» (1983).
Vescoli pflegte in seiner gesamten Karriere verschiedene Musikstile, von einem «Schweizer Bob Dylan» bis zu Country-Musik. Auf seinen Soloalben spielen denn auch immer wieder bekannte Gastmusiker mit, so zum Beispiel Augie Meyers (von den Texas Tornados) oder Joe Ely. Er tritt weiterhin mit den 1996 wiedervereinigten Sauterelles oder der Ethno Country Rock Show auf.
Im Jahr 1977 stand Vescoli in der Hauptrolle als Wilhelm Tell im Musical Tell! auf der Bühne.
Seit 1977 ist Vescoli auch als Märchen-Erzählstimme der Trio APV-Image-Produktion- und der Pingu-Hörspiele bekannt, die sich an Kinder im Vorschulalter richten. Diverse Hüllenbilder der Hörspiele sind von ihm gemalt.
Er lebte mit seiner Familie über 30 Jahre lang in Wila und auf Teneriffa. 2008 ist er vom Tösstal nach Wald ZH umgezogen.
2009 wurde Toni Vescoli mit den wiedervereinigten Les Sauterelles, den einstigen Swiss Beatles, an die Beatle-Week eingeladen, die jährlich im August in Liverpool stattfindet.

## Diskographie

### MitLes Sauterelles
siehe: Les Sauterelles

### Als Solokünstler

#### Studioalben
| Jahr | Titel Musiklabel          | Höchstplatzierung, Gesamtwochen, AuszeichnungChartsChartplatzierungen (Jahr, Titel, Musiklabel, Platzierungen, Wochen, Auszeichnungen, Anmerkungen) | Anmerkungen                             |
| Jahr | Titel Musiklabel          | CH | Anmerkungen                             |
| ---- | ------------------------- | --- | --------------------------------------- |
| 1992 | Vescoli & Co. 2           | CH33 (1 Wo.)CH | Erstveröffentlichung: 1992              |
| 1993 | Bob Dylan Songs - Mundart | CH29 (4 Wo.)CH | Erstveröffentlichung: 1993              |
| 1999 | Tegsass                   | CH30 (4 Wo.)CH | Erstveröffentlichung: 6. September 1999 |
| 2008 | 66                        | CH18 (7 Wo.)CH | Erstveröffentlichung: 11. Januar 2008   |

Weitere Alben
- 1971: Information[2]
- 1974: Lueg für Dich
- 1975: Guete Morge
- 1976: So gedacht heut’ Nacht
- 1979: Zäme (als Trio mit Töbi Tobler und Bruno Brandenberger)
- 1983: Ich bin so frei
- 1989: Nr. 1 (Vescoli & Co.)
- 1994: 3 (Vescoli & Co.)
- 2019: Gääle Mond

#### Livealben
- 1978: läbig

#### Kompilationen
- 1990: 25 Jahre
- 2000: Zytraffer (Doppel-CD)
- 2012: Zyt-Reis 1971-1987 (Doppel-CD)

#### Singles
| Jahr | Titel Album              | Höchstplatzierung, Gesamtwochen, AuszeichnungChartsChartplatzierungen (Jahr, Titel, Album, Platzierungen, Wochen, Auszeichnungen, Anmerkungen) | Anmerkungen                |
| Jahr | Titel Album              | CH | Anmerkungen                |
| ---- | ------------------------ | --- | -------------------------- |
| 1974 | Es Pfäffli Lueg für Dich | CH9 (6 Wo.)CH | Erstveröffentlichung: 1974 |
| 1975 | Scho root Guete Morge    | CH8 (6 Wo.)CH | Erstveröffentlichung: 1975 |

Weitere Singles
- 2001: Meier19